# Capilla del Monte
Capilla del Monte è un comune argentino del dipartimento di Punilla, nella provincia di Córdoba.